# Kizeryt
Kizeryt (kiesertyt) – minerał z gromady siarczanów. Należy do grupy minerałów bardzo rzadkich. 
Nazwa pochodzi od nazwiska niemieckiego lekarza Dietricha G. Kiesera (1779-1862).

## Charakterystyka

### Właściwości
Bardzo rzadko tworzy kryształy; najczęściej o pokroju krótkosłupkowym, tabliczkowym lub izometryczne (podwójna piramida). Tworzy zbliźniaczenia. Występuje w skupieniach zbitych i ziarnistych. Występuje w postaci warstw i wypryśnięć w złożach soli. Jest kruchy, przezroczysty, bardzo dobrze rozpuszcza się w wodzie (gorzko-słony smak), jest silnie higroskopijny. 

### Występowanie
Składnik morskich i jeziornych ewaporatów solnych. Najczęściej współwystępuje z takimi minerałami jak: sylwin, kainit, karnalit, halit. Czasami powstaje w procesie ekshalacji wulkanicznej.
Miejsca występowania:
- Na świecie: Austria, Niemcy, USA, Rosja.

- W Polsce: został znaleziony w słupach solnych na Kujawach (okolice Kłodawy i Inowrocławia).

### Zastosowanie
- lokalne źródło soli magnezowych,
- ma znaczenie kolekcjonerskie.